# Bataille de la Riccardina
La bataille de Riccardina ou bataille de Molinella, livrée le 25 juillet 1467 à Molinella, est l'une des batailles les plus importantes du XVe siècle. 

## Contexte historique
La Sérénissime République de Venise avait des visées hégémoniques en Italie du Nord, notamment aux dépens de Florence et de son rival historique Milan, et avait engagé à cette fin le capitaine de fortune Bartolomeo Colleoni, rejoint par des exilés florentins pourchassés par Cosme de Médicis, désireux de se venger et de rentrer chez eux en vainqueurs. Aux forces de Colleoni s'ajoutent celles du duc de Ferrare Ercole I d'Este et des seigneurs de Romagne Ordelaffi et Manfredi, tous désireux de modifier le précaire équilibre qui avait pacifié la péninsule au cours des décennies précédentes. Les Médicis dénoncent les visées expansionnistes de Venise, alarmant les autres États italiens qui s'unissent pour former la Ligue italique, à laquelle se joignent Galeazzo Maria Sforza, duc de Milan, Ferdinand d'Aragon, roi de Naples, Giovanni Bentivoglio, seigneur de Bologne, le pape Paul II et Federico da Montefeltro, duc d'Urbino ; ce dernier commande les forces de la Ligue. Vu les personnages illustres de l'Italie de la Renaissance présents sur le champ de bataille, le motif de celle-ci n'est pas un affrontement pour s'emparer d'un territoire, mais la remise en cause du complexe équilibre politique de la péninsule.

## Forces en présence
- D'un côté, 14 000 fantassins et cavalerie dirigés par Bartolomeo Colleoni combattaient théoriquement pour Venise en coalition avec Borso d'Este, marquis de Ferrare (représenté par son demi-frère Ercole I d'Este) et les seigneurs de Pesaro, Forlì et certaines familles renégates de Florence .
- De l'autre côté, une armée de 13 000 soldats au service de Florence, alliée à Galeazzo Maria Sforza (souverain du duché de Milan), au roi Ferdinand II d'Aragon et à Giovanni II Bentivoglio (souverain de Bologne). L'armée était dirigée par un Federico da Montefeltro[2] .

## Bataille
La bataille a été menée le long de la rivière Idice, entre les villages de Riccardina (près de Budrio ) et Molinella. Les historiens ne sont pas d'accord sur l'issue de la bataille. La seule certitude est que Bartolomeo Colleoni a dû abandonner ses plans pour conquérir Milan. Il y a eu entre 600 et 700 victimes. Il convient de noter le grand nombre de chevaux tués (près de 1 000),. 
La bataille est historiquement importante car, pour la première fois en Italie, l'artillerie et les armes à feu ont été intensivement utilisées,. 
Une grande fresque dans le château de Malpaga, probablement de la main de Girolamo Romani, dépeint la bataille,.  
En 1468, la paix a été conclue à l'initiative du pape Paul II, .